# La Couvertoirade
La Couvertoirade – miejscowość i gmina we Francji, w regionie Oksytania, w departamencie Aveyron. W 2013 roku jej populacja wynosiła 181 mieszkańców. Gmina położona jest na terenie Parku Regionalnego Grands Causses. 

## Zabytki
Zabytki w miejscowości posiadające status monument historique:
- komturia (fr. Commanderie)
- kościół z cmentarzem (fr. Église Saint-Christol et cimetière)
- dom (fr. Maison)
- plebania (fr. Presbytère)
- mury obronne (fr. Remparts)